# Bolesław Drewek
Bolesław Drewek   (Swornegacie, 26 de novembre de 1903 - Gdańsk, 11 de novembre de 1972) fou un remer polonès que va competir durant la dècada de 1920.
El 1928 va prendre part en els Jocs Olímpics d'Amsterdam, on guanyà la medalla de bronze en la prova del quatre amb timoner del programa de rem. Formà equip amb Franciszek Bronikowski, Edmund Jankowski, Leon Birkholc i Bernard Ormanowski i n'era el timoner.